# رون سكارليت
رون سكارليت (بالإنجليزية: Ron Scarlett)‏ هو عالم آثار نيوزلندي، ولد في 22 مارس 1911 في نيلسون في نيوزيلندا، وتوفي في 9 يوليو 2002 في كرايستشرش في نيوزيلندا.